# Autovia de Toledo
Autovia de Toledo (còn có tên: Autovia A-42) là một xa lộ ở Tây Ban Nha từ Madrid đến Toledo. Nó được xây dựng vào giữa thập kỷ 1980 như là một nâng cấp của Đường N-401, giữa hai thành phố, và nhận được sự chỉ định A-42 vào năm 2003 như là một phần của cuộc sắp xếp thứ tự các xa lộ ở Tây Ban Nha. 
Vào giữa thập kỷ 2000, Autopista AP-41 được chế tạo để thay thế cho A-42, mặc dù xa lộ vẫn được sử dụng thường xuyên
Ngoài Toledo, A-42 tiếp tục qua Cástile-La Mancha đến Tomelloso như CM-42, chính nó là một bản nâng cấp của CM-400

## Những nơi mà Autovia de Toledo đi qua
- Leganes
- Getafe
- Fuenlabrada
- Pinto
- Parla
- Valdemoro
- Torejon de velasco
- Casarrubuelos
- Illescas
- Numancia de la Sagra
- Yuncler
- Villaluenga de la Sagra
- Olias del Rey